# Rudolf Joseph von Thun und Hohenstein
Rudolf Joseph Graf von Thun und Hohenstein (* 20. August 1652 in Vig im Fassatal; † 20. Mai 1702 in Graz) war ein österreichischer Adliger. Er war  von 1690 bis zu seinem Tod 1702 Bischof von Seckau.

## Leben
Er war ein Sohn Johann Sigismunds Graf von Thun und Hohenstein aus der böhmischen Linie aus dessen dritter Ehe mit Margaretha Anna geborenen Gräfin zu Oettingen. 1680 wurde er zum Priester geweiht. Er wurde Domherr zu Salzburg und Passau und folgte 1687 seinem Bruder Johann Ernst von Thun und Hohenstein, als dieser den erzbischöflichen Stuhl von Salzburg bestieg, auf dem Bischofssitz in Seckau. Während seiner Regierung wurde die Exemtion der regulierten Chorherren in Seckau im Jahre 1701 beschlossen und festgesetzt. 1702 starb er in Graz.